# Женская сборная США по кабадди
Женская национальная сборная США по кабадди — представляет США на международных соревнованиях по кабадди. Управляющей организацией является Федерация кабадди США (англ. US Kabaddi Federation).

## Результаты выступлений

### Чемпионаты мира (круговой стиль)
| Год  | Победы | Ничьи | Поражения | Место |
| ---- | ------ | ----- | --------- | ----- |
| 2012 | 0      | 0     | 3         | 13    |
| 2013 | 1      | 0     | 2         | 9     |
| 2014 | 0      | 0     | 3         | 7     |
| 2016 | 4      | 0     | 1         | 2     |